# Dorothy Gibson
Dorothy Gibson, geboren als Dorothy Winifred Brown (Hoboken, 17 mei 1889 - Parijs, 17 februari 1946) was een Amerikaans actrice en model. Ze is vooral bekend als passagier van de RMS Titanic.

## Jeugdjaren

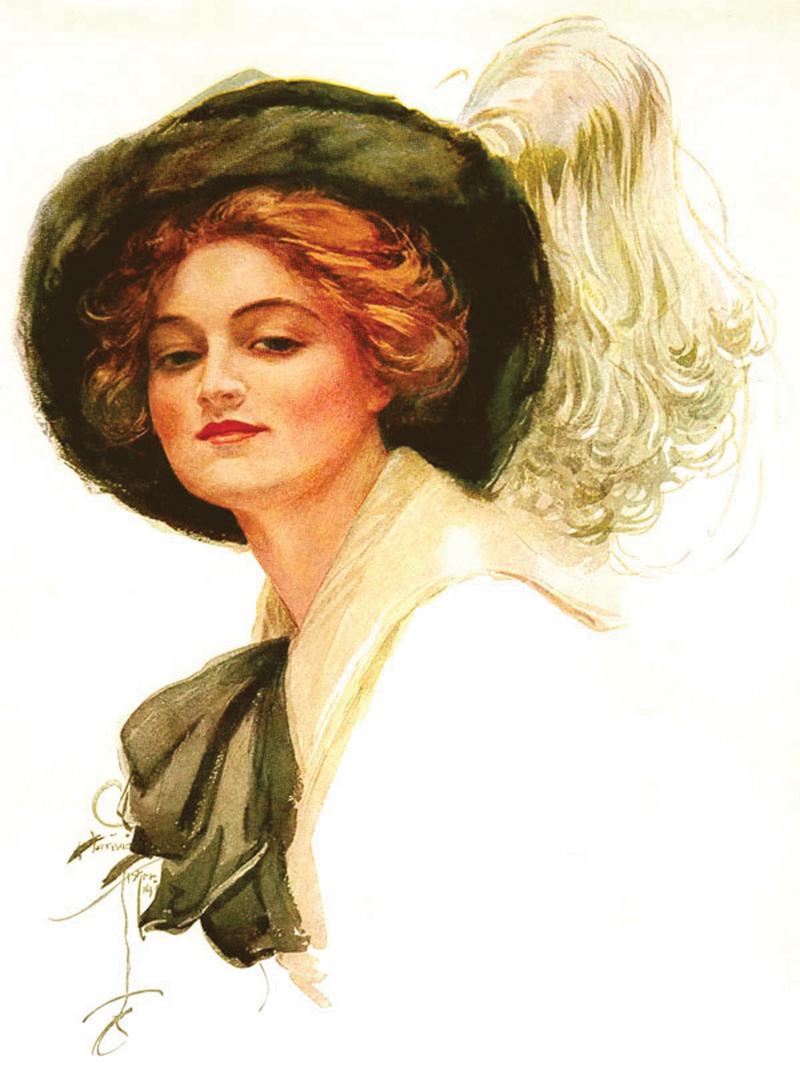
Portret van Gibson

Gibson werd als dochter van John A. en Pauline Brown in Hoboken (New Jersey) geboren. Haar vader stierf toen ze pas drie jaar oud was en haar moeder trouwde in 1894 met John Leonard Gibson. Met de laatste man kreeg Pauline nog twee kinderen, maar die stierven allebei op jonge leeftijd.
In de winter van 1909 ontmoette Gibson apotheker George Henry Battier Jr.. Ze trouwden op 10 februari 1910, maar gingen al in de opvolgende zomer uit elkaar.
Rond deze tijd begon ook haar carrière als actrice en model. Het begon sloom in 1909, toen ze alleen nog maar voor reclames poseerde. Toch werd ze al snel opgemerkt en meerdere malen op de cover van tijdschriften geplaatst.
Toch acteerde ze hiervoor al. Ze was al vanaf 1906 op Broadway te zien. Ook zong ze meestal in de stukken waarin ze speelde. Ze kwam de filmindustrie binnen in 1911, via topagent Pat Casey. Hoewel ze als extra films begon, kreeg ze in juli dat jaar al haar eerste hoofdrol in een film.
Ze werd vaak als comédienne gezien en werd geprezen voor haar natuurlijke acteerprestaties. Deze kenmerken waren onder andere terug te zien in de films Miss Masquerader (1911) en Love Finds a Way (1912). Haar belangrijkste rol was die uit de dramafilm Hands Across the Sea. Haar populairste film zou pas in 1912 uitgebracht worden.

## RMS Titanic
Nadat de opnames van de film The Easter Bonnet erop zaten, ging ze met haar moeder op vakantie in Italië. Toch werd haar niet lang vrije tijd gegund: al snel moest ze weer terug naar Amerika voor de volgende film. Ze ging in Cherbourg aan boord van het schip de RMS Titanic, waar ze korte tijd voor vertrek een ticket boekte.
Op de late avond van 14 april 1912 was ze nog niet in slaap gevallen. Ze speelde nog laat op de avond bridge met William T. Sloper en Frederick K. Seward. Toen ze terug naar haar cabine ging, was ze nog niet binnen toen het schip de ijsberg raakte. Onmiddellijk ging Gibson naar het dek om te kijken wat er aan de hand was. Toen er haar verteld werd dat het schip zou gaan zinken, ging ze terug naar de cabine om moeder Pauline op te halen.
Ze zat met haar moeder in een van de eerste reddingsboten die zou gaan vertrekken. Ook zaten Sloper en Seward met haar in reddingsboot 7. Ze was flink ontzet over dit incident en gaf de schuld aan de bemanning.

## Einde van een filmcarrière

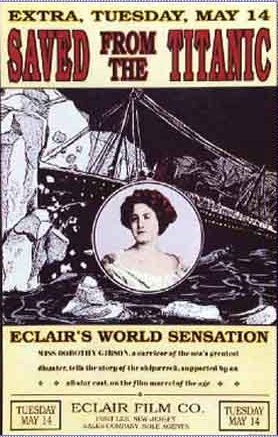
Dorothy Gibson op de filmposter van Saved from the Titanic.

Aangezien Gibson als enthousiaste actrice bleef denken, maakte ze hier, een paar weken na de ramp, een film over. Ze kreeg hier een hoofdrol in en de film heet Saved from the Titanic. De film werd een enorm succes en overigens de mijlpaal in Gibsons carrière. Voor de film hielp ze mee aan het scenario en droeg in de film kleren die ze op het schip ook droeg.
In haar tijd werd Gibson vergeleken met filmlegendes zoals Mary Pickford. Toch stopte ze met acteren in films na 1912 om ook een succesvolle carrière in het koor te behalen.

## Persoonlijk leven
Gibson begon in 1911 een affaire met de getrouwde Jules Brulatour. Toen Gibson in een sportwagen van Brulatour reed, doodde ze per ongeluk een voetganger. Tijdens de rechtszaak werd duidelijk dat de twee een affaire hadden. Om Brulatours naam hoog te houden, trouwde hij met Dorothy in 1917.
Gibson verhuisde naar Parijs om alle roddels te vermijden en bouwde daar een nieuw leven op. Tijdens de Tweede Wereldoorlog verbleef ze in Italië.

## Jaren 40
Tijdens de Tweede Wereldoorlog werd Gibson verdacht voor het zijn van een antifascist en werd achter de tralies gezet in San Vittore. Ze ontsnapte later met Indro Montanelli en General Bartolo Zambon.
In 1946 overleed Gibson aan een hartaanval in Hôtel Ritz te Parijs.  Haar geld ging naar haar moeder en haar laatste vriend; Emilio Antonio Ramos.

## Invloed
Gibsons enige film die niet verloren is gegaan, is The Lucky Holdup. Deze film ligt tegenwoordig in het archief.
Op haar persoon was Susan Alexander in Orson Welles' Citizen Kane geïnspireerd. Ook was ze de bron van inspiratie voor een personage in een boek dat General Della Rovere heet. Het boek werd later verfilmd door regisseur Roberto Rossellini.